# گئورگیفکا (استان آمور)
گئورگیفکا (به لاتین: Georgiyevka) یک منطقهٔ مسکونی در روسیه است که در استان آمور واقع شده‌است.